# Ambasada KRLD w Moskwie
Ambasada Koreańskiej Republiki Ludowo-Demokratycznej w Moskwie, Ambasada Korei Północnej (Посольство Корейской Народно-Демократической Республики, 로씨야련방주재 조선민주주의인민공화국 대사관) jest misją dyplomatyczną Korei Północnej w Federacji Rosyjskiej. Znajduje się przy ul. Mosfilmowskiej 72 (ros: Мосфильмовская ул., 72), w dzielnicy Ramenki w Moskwie; składa się z 7 obiektów wybudowanych w latach 1975-1991.
Stosunki dyplomatyczne pomiędzy obydwoma państwami ustanowiono w 1948. Ambasadorem w Rosji jest obecnie Sin Hong Chhol (Син Хон Чхоль).     